# Calendillo tillierorum
Calendillo tillierorum är en kräftdjursart som beskrevs av Henri Dalens 1993. Calendillo tillierorum ingår i släktet Calendillo och familjen Armadillidae. Inga underarter finns listade i Catalogue of Life.